# قیزلار کورپوسی
قیزلار کورپوسی (به فارسی پل دختر) در بین روستاهای قلعه‌جوق و قلی کندی از توابع شهرستان ملکان و بر روی رودخانه مردق در دهستان گاودول مرکزی این شهر قرار دارد. به علت نوع طاق‌ها و ترکیب نمای سنگی و آجری ویژگی‌های خاصی دارد.تاریخ ساخت این پل که در سه دوره مختلف تاریخی مرمت و بازسازی شده است به سال ۹۵۱ هجری قمری بازمی‌گردد.
قدمت قیزلار کورپوسی به دوران صفویه و قاجار بازمی‌گردد و به‌عنوان یکی از آثار ملی ایران اثر با شمارهٔ ثبت ۲۲۷۱۸ در تاریخ ۲۷ اسفند ۱۳۸۶ به ثبت رسیده است.

## نگارخانه

نمای کلی قیزلار کورپوسی
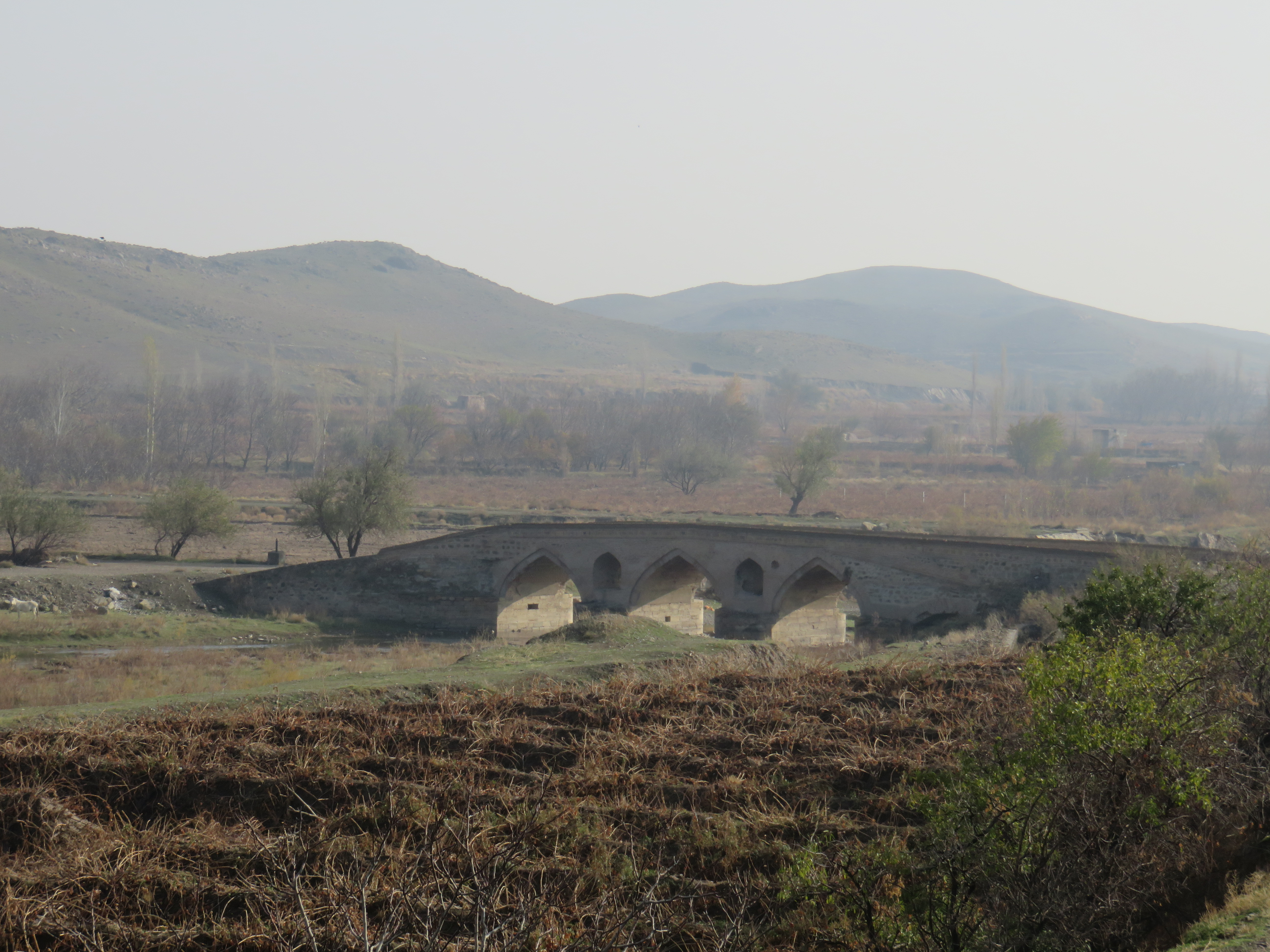
قیزلار کورپوسی
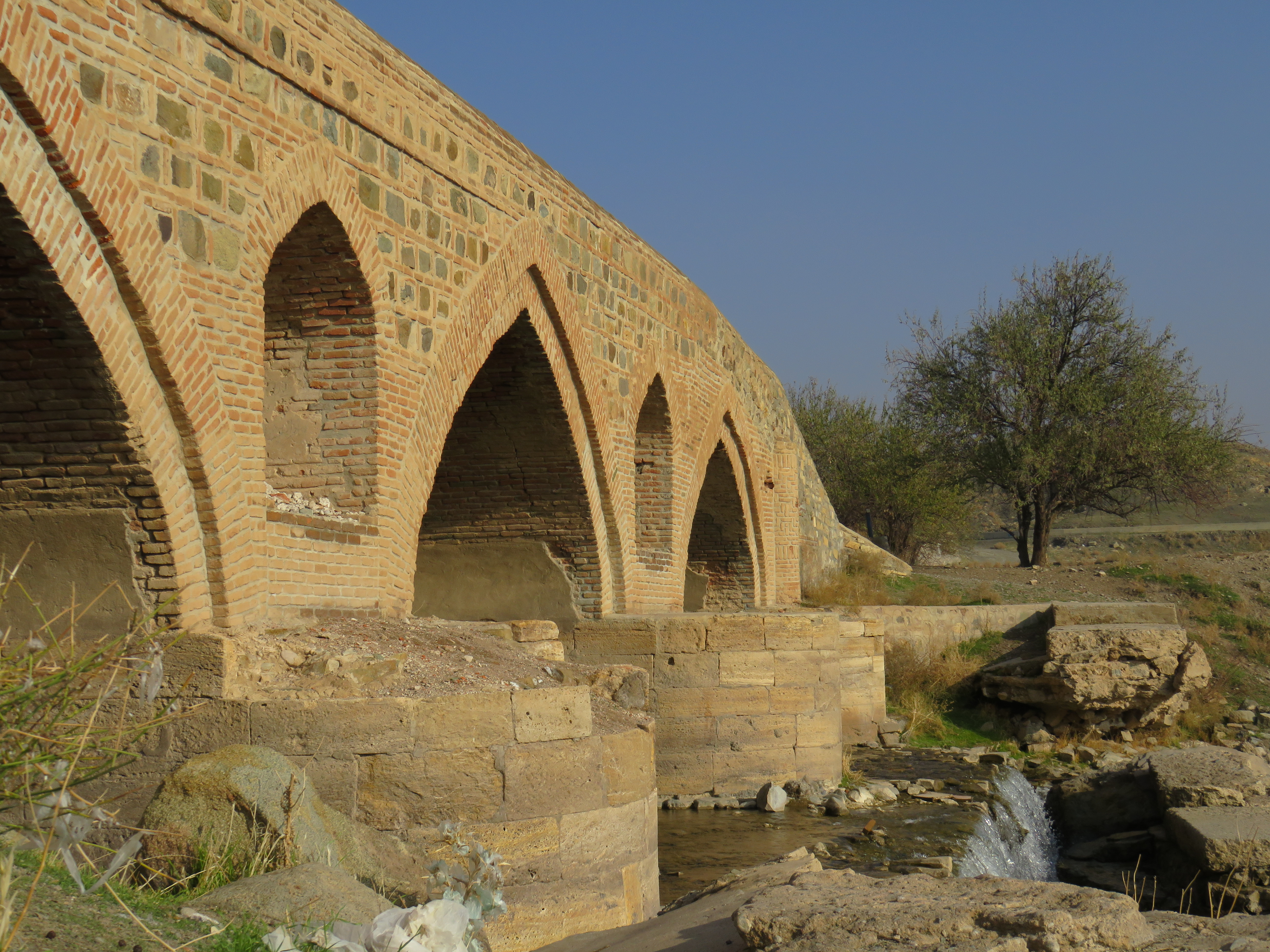
قیزلار کورپوسی
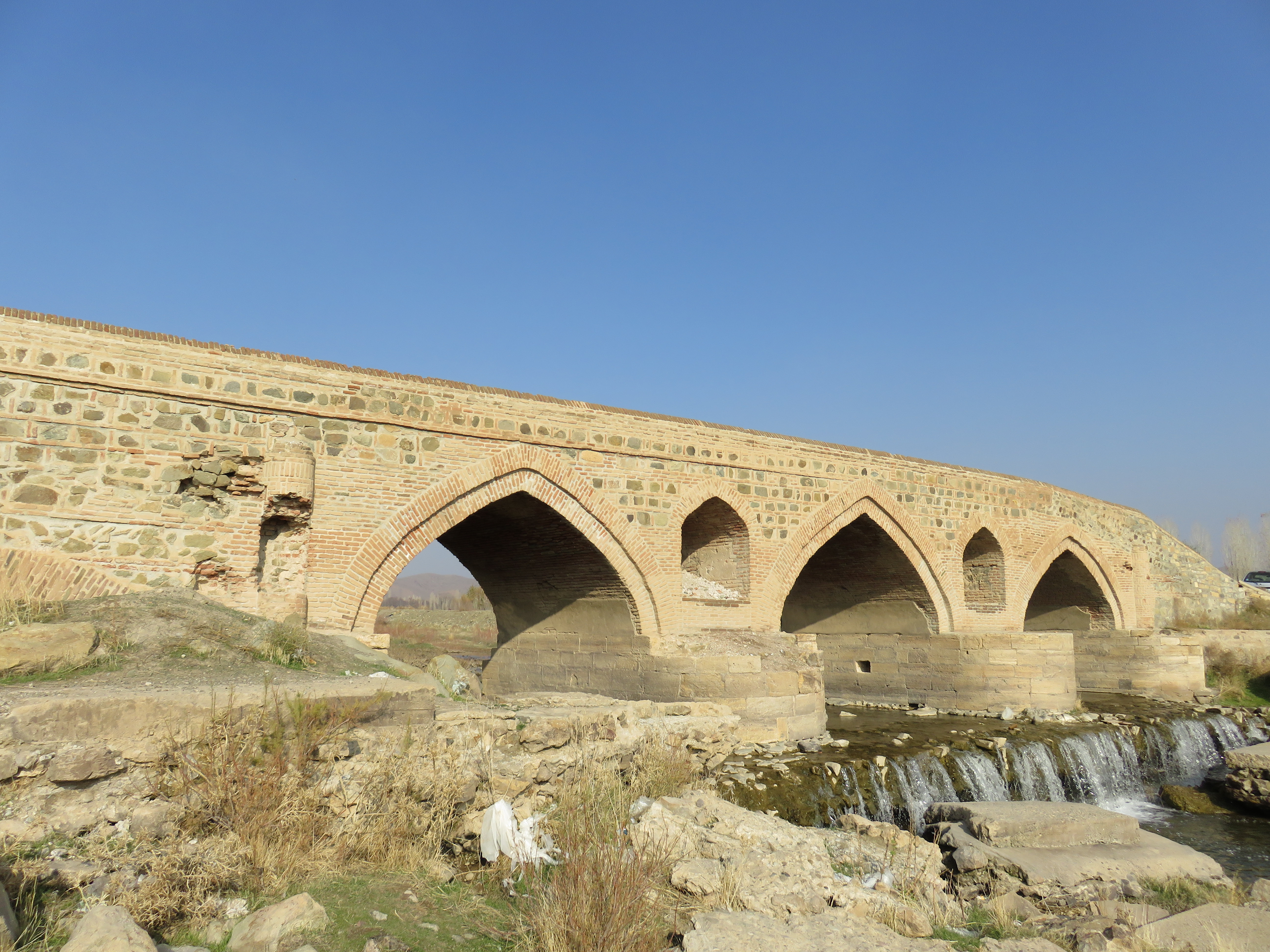
قیزلار کورپوسی
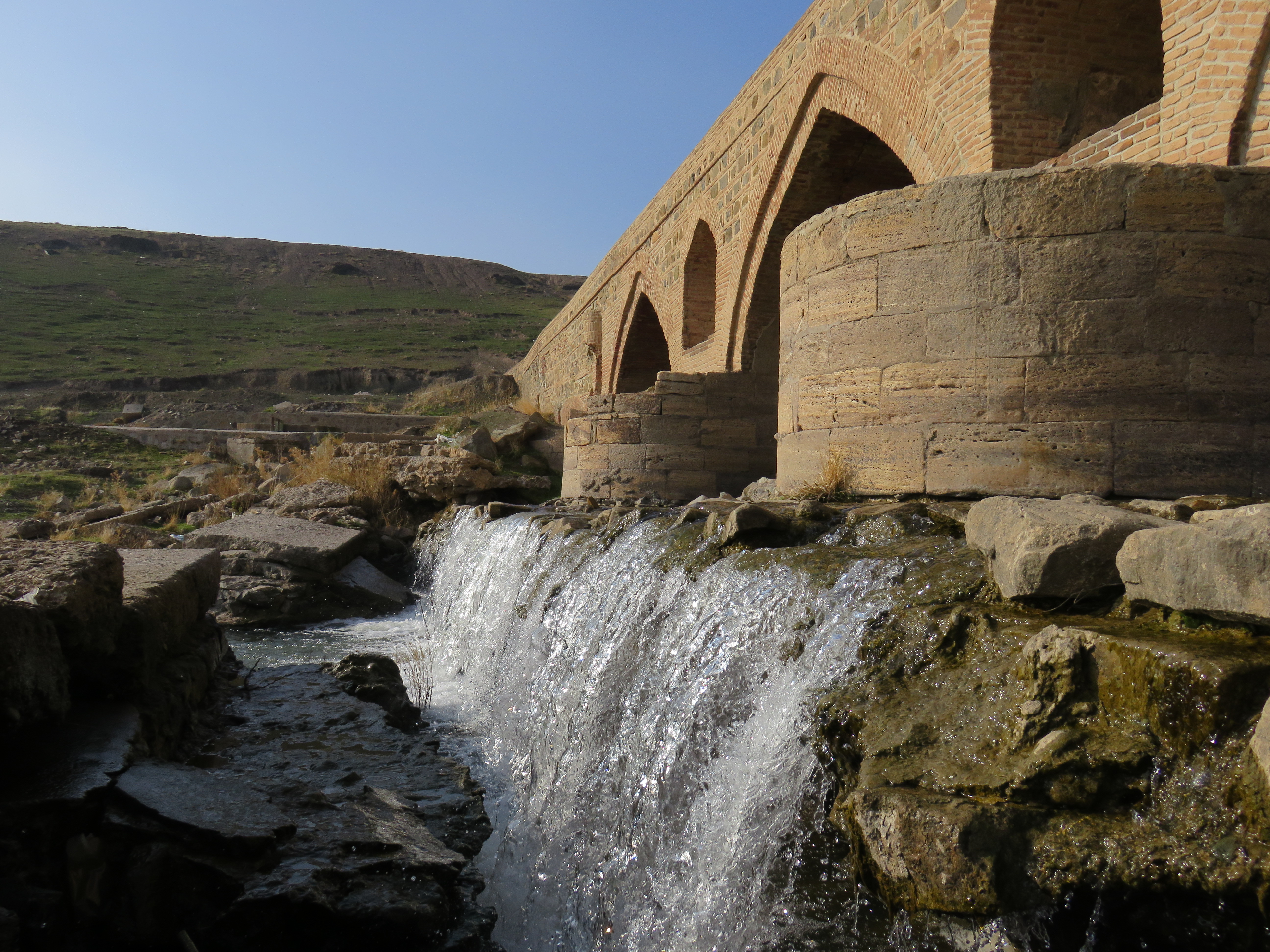
قیزلار کورپوسی